# 慈眼寺 (奈良市)
慈眼寺（じげんじ）は、奈良県奈良市北小路町にある西山浄土宗の仏教寺院。山号は大悲山（だいひざん）、本尊は聖観世音菩薩。聖武天皇の勅願によって観音堂が創建されたのがはじまりとされる。「やくよけ観音」の名で知られる。南都西国第二十一番札所。また境内には樹齢400年を越える奈良市指定の天然記念物の柿の木が繁茂する。

## 歴史
創建は聖武天皇の御宇の勅願により観音堂に聖観音菩薩を安置したことが始まりとされる。
境内二丁四方、寺領百石余りある南都諸大寺の一つであったが、松永久秀の乱逆により荒廃し、その後復興された。（『南都年中行事』,1750）元禄5年の東大寺開眼供養の際には、薬師寺、唐招提寺、秋篠寺、當麻寺はじめ南都の諸寺と共に本尊寺宝の公開をおこなったという。（『晴歩雨眠』,1972）

## 交通アクセス
- 近鉄奈良駅7-N出口よりやすらぎの道を北へ徒歩5分（経路案内）。
- 奈良交通バス（市内循環外回り）で「近鉄奈良駅」下車、徒歩6分（経路案内）。
- JR奈良駅東口より徒歩16分（経路案内）。

## 所在
奈良市北小路町7－1